# Pásztor Anna

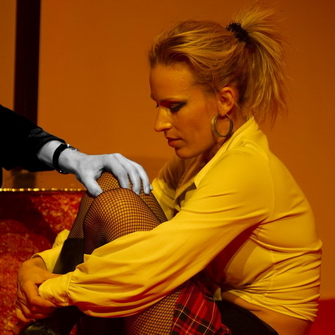
Julie szerepében a MonoPorNO című előadásban

Pásztor Anna (Budapest, 1972. november 26. –) többszörös Fonogram-díjas magyar énekesnő, előadóművész, színész, táncművész, dalszövegíró és zeneszerző.

## Életrajz
Pásztor Anna tizenhat éves volt, amikor elhagyta a családi házat, szülei erőteljes vallásos elvárásai miatt. Vér szerinti apja Cseppentő Attila volt, bár sokáig Bereményi Gézát ismerte valódi apjaként. Vezetéknevét Pásztor Gyulától, a nevelőapjától kapta, akivel tizenhárom évig élt együtt.
New Yorkban Alvin Ailey neves táncintézetében, Magyarországon a Gór Nagy Mária Színitanodában tanult. A Károli Gáspár Református Egyetemen szerzett anglisztika szakos diplomát. Lenny Kravitz előzenekaraként zenélt. 2004 őszén testvérével, Sámuellel közösen megalapította az Anna and the Barbies együttest. 2014-2015-ben a Rising Star című tehetségkutató műsor egyik zsűritagja volt, 2016-ban a Star Academy című tehetségkutató műsorban volt zsűritag.
2022-ben ő is nyilatkozott a Gór Nagy Mária Színitanodában eltöltött éveiről és Gyöngyösi Tamás táncpedagógusról, akit 24 tanítványa zaklatással, erőszakkal és szóbeli valamint fizikai bántalmazással vádolt meg.
Két gyermek édesanyja.

## Díjak, elismerések
- RTL Klub Survivor – 2. Helyezett (2004)
- Arany Nyíl rockzenei díj – A Év Énekesnője (2008)
- Fonogram díj – Az év Felfedezettje – (2009; megosztva az Anna and the Barbies együttes tagjaival)
- Arany Nyíl rockzenei díj Az Év felfedezettje (2009; megosztva az Anna and the Barbies együttes tagjaival)
- Fonogram díj – Gyáva forradalmár c. album Az év hazai modern pop-rock album (2011; megosztva az Anna and the Barbies együttes tagjaival)
- Fonogram díj – Ánem! c. album Az év hazai modern pop-rock album (2013; megosztva az Anna and the Barbies együttes tagjaival)

### Fontosabb iskolái
- Pax Vison Directing – művészeti iskola, London
- Karen Taft – Táncművészeti iskola, Madrid
- YMCA Teachers Course – Excercise to Music, London
- Angelus Iván – Kortárs táncművészeti iskola, Budapest
- Alvin Ailey American Dance Academy – New York
- Károli Gáspár Református Egyetem – Angol bölcsész szak, Budapest
- Gór Nagy Mária színitanoda – Budapest

### Fontosabb koreográfiái
- Vajda Katalin: Anconai szerelmesek (GNM, 2004. R.: Zsurzs Katalin)
- Pásztor: Az ezeregy éjszaka meséi (Moulin Rouge, R.: Pásztor Anna)
- Békés-Dés-Geszti: A dzsungel Könyve (GNM, 2005. R.: Walla Ervin)
- Zsurzs Katalin: Macskafogó

### Fontosabb szerepei
Gór Nagy Mária Színitanoda
- Shakespeare – Zsurzs Katalin: Vízkereszt, vagy amit akartok/ ?
- Felhőfi Kiss László – Zsurzs Katalin: Árnyék a Nájlonon/ Kárász Mama / Doktornő[6]
- Nestroy – Zsurzs Katalin: A Talizmán/ ?

RS9 Színház
- Suda Balázs Róbert: MonoPorNO avagy Julie / Julie

Óbudai Társaskör – Óbudai Nyár 2009
- Várkonyi Mátyás– Miklós Tibor: Néró és a sztárcsinálók/ Hetérák, udvarnép, alteregók egyike[7]

Kolibri Pince (Gór Nagy Mária Színitanoda előadásában)
- Frank Wedekind – Halász Gábor: A tavasz ébredése/ Ilze[8]